# رودوتوبيون (إوانينا)
رودوتوبيون (Ροδοτόπιον) هي مدينة في إوانينا في مقاطعة كينتريكي إلادا في اليونان.